# Pitkäriutta (klippa)
Pitkäriutta är en ö i Finland. Den ligger i Skärgårdshavet och i kommunen Gustavs i landskapet Egentliga Finland, i den sydvästra delen av landet. Ön ligger omkring 61 kilometer väster om Åbo och omkring 210 kilometer väster om Helsingfors.
Öns area är 1,5 hektar och dess största längd är 260 meter i öst-västlig riktning. Närmaste större samhälle är Nystad, 15,1 km nordost om Pitkäriutta.